# Mario Watts
Mario Watts (* 21. Mai 1975) ist ein ehemaliger jamaikanischer Hürdenläufer, der sich auf die 400-Meter-Distanz spezialisiert hatte.
2001 siegte er bei den Zentralamerika- und Karibikmeisterschaften. Bei den Weltmeisterschaften in Edmonton erreichte er das Halbfinale. Außerdem startete er im Vorlauf der 4-mal-400-Meter-Staffel und trug so zum Gewinn der Silbermedaille für das jamaikanische Team bei.

## Bestzeiten
- 400 m: 46,51 s, 9. Mai 1998, College Station
- 400 m Hürden: 49,08 s, 1. Juli 2000, Indianapolis